# María o Los agravios de la mujer
María o Los agravios de la mujer (Maria: or, The Wrongs of Woman) es una novela inacabada de la escritora británica Mary Wollstonecraft, secuela de su tratado político revolucionario Vindicación de los derechos de la mujer (1792). William Godwin, su esposo, publicó Los agravios de la mujer de manera póstuma en 1798, y la obra está considerada como la más radicalmente feminista de la autora.
La novela, tanto filosófica como gótica, narra la historia de una mujer internada por su esposo en un hospital psiquiátrico. Se centra en los «agravios sufridos por la mujer» a nivel social más que individual, y critica lo que Wollstonecraft consideraba como la institución patriarcal del matrimonio en la Gran Bretaña del siglo XVIII y al sistema legal que la protegía. Sin embargo, la incapacidad de la protagonista para renunciar a sus fantasías románticas también acusa a las mujeres de ser propensas a sumirse en un sentimentalismo falso y dañino. La novela fue pionera en la celebración de la sexualidad femenina y en la identificación entre mujeres de distintas clases. Dichas temáticas, junto con la publicación del escandaloso libro de Godwin titulado Memoirs of the Author of A Vindication of the Rights of Woman ("Memorias de la autora de Vindicación de los derechos de la mujer"), que trató sobre la vida de Wollstonecraft, provocaron que la novela no fuese popular en la época de su publicación. 
Los críticos feministas del siglo XX analizaron la obra y la integraron en la historia de la novela y del discurso feminista. La mayor parte de las veces se la cataloga como una popularización en formato de ficción de Vindicación de los derechos de la mujer, como una extensión de los argumentos feministas de Wollstonecraft en Vindicación y como una autobiografía.

## Composición y argumento

### Versiones
Wollstonecraft se dedicó a escribir Los agravios de la mujer durante más de un año; en contraste, había terminado Vindicación de los derechos del hombre (1790), su respuesta a Reflexiones sobre la Revolución Francesa (1790) de Edmund Burke, en menos de un mes y Vindicación de los derechos de la mujer (1792) en seis semanas. Godwin comentó:

«Sabía qué tarea tan ardua era producir una novela verdaderamente excelente; y despertó sus facultades para luchar por ello. Todas sus otras obras habían sido producidas con una rapidez, que no le dio tiempo suficiente para expandirlas. Pero esta fue escrita lenta y detenidamente. La comenzó de muchas maneras, a las cuales iba rechazando después de que ya estuvieran considerablemente avanzadas. Escribió varios pasajes de la obra una y otra vez, y, cuando hubo terminado lo que sería la primera parte, se sentía más estimulada para mejorar y revisar lo que había escrito, en lugar de seguir, con constancia de aplicación, con las partes siguientes.»

También llevó a cabo investigaciones más profundas para escribir este libro que para los otros. Al asumir las responsabilidades de editora de ficción y de crítica de casi exclusivamente novelas, usó su posición como editora del Analytical Review de Joseph Johnson para aprender sobre las técnicas novelísticas. Incluso visitó el Hospital Bedlam en febrero de 1797 para investigar sobre los hospitales psiquiátricos.
Al momento de la muerte de Wollstonecraft en 1797, el manuscrito estaba incompleto. Godwin publicó todas las piezas de la obra inconclusa en Posthumous Works y le añadió varias oraciones y párrafos creados por él mismo para conectar las diferentes secciones.

### Argumento

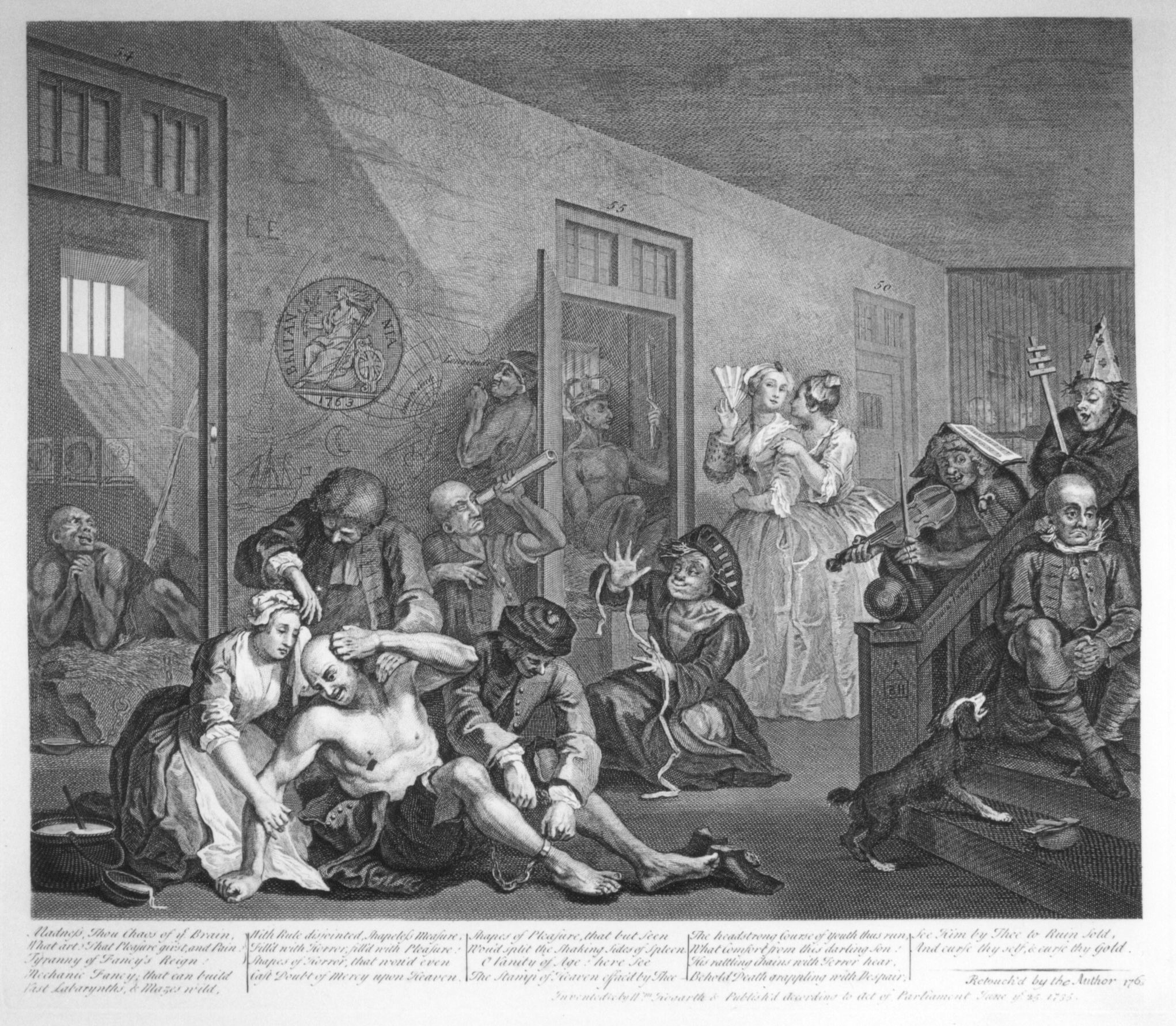
Ilustración definitiva de A Rake's Progress de William Hogarth, en la que se aprecia Bedlam, un famoso hospital psiquiátrico en Gran Bretaña.

Los agravios de la mujer comienza in medias res con la injusta internación de María, una mujer de clase alta, por parte de su marido, George Venables. No solo la había condenado a vivir en un hospital psiquiátrico, sino que también la había alejado de su hija. María logra trabar amistad con una de las enfermeras del sanatorio, una mujer empobrecida de clase baja llamada Jemima, quien, después de darse cuenta de que María no está loca, acepta traerle unos pocos libros. Algunos de ellos tienen notas escritas por Henry Darnford, otro residente, y María se enamora de él vía marginalia. Los dos comienzan a comunicarse y finalmente se encuentran. Darnford revela que había tenido la vida de un libertino; se había despertado en el sanatorio después de una noche en que había bebido mucho, y no había podido convencer a los médicos de que lo liberasen. 
Jemima les cuenta la historia de su vida a María y a Darnford: había nacido como hija ilegítima, y su madre había muerto cuando ella todavía era niña, por lo que su precaria posición social había empeorado aún más. Por lo tanto, se había visto obligada a trabajar como sirvienta en la casa de su padre y después había sido aprendiz de un maestro que la golpeaba, la hacía morir de hambre y abusaba de ella. Cuando la esposa del hombre había descubierto que Jemima estaba embarazada de él, la había echado de la casa. Incapaz de mantenerse a sí misma, había abortado a su hijo y se había convertido en prostituta. Después de la muerte de su jefe, había comenzado a trabajar en el sanatorio en donde María estaba presa. 
Desde el capítulo siete hasta el catorce (casi la mitad del manuscrito completo), María relata su propia historia de vida en una narración que había escrito para su hija. Explica que su padre y su madre amaban a su hijo mayor, Robert, más que a sus otros hijos y que por lo tanto éste mandaba «despóticamente» a sus hermanos. Para escapar de su casa, María había visitado a un vecino y se había enamorado de su hijo, George Venables. Venables se había presentado ante todos como un joven honorable y respetable; en realidad, era un libertino. La vida familiar de María se había vuelto insostenible cuando su madre había fallecido y su padre había tomado al ama de llaves como su amante. Un tío rico que se ocupaba de María, sin conocer la verdadera personalidad de Venables, le había arreglado un matrimonio y le había dado una dote de cinco mil libras esterlinas. 
María había descubierto rápidamente la verdadera personalidad de su esposo. Había tratado de ignorarlo cultivando una gran apreciación por la literatura y al arte, pero él se había vuelto cada vez más disoluto: la engañaba, apostaba dinero y había llevado a la pareja a la bancarrota. María pronto había quedado embarazada tras una serie de relaciones sexuales no deseadas con su marido. Cuando el tío de María se va al continente, le dice que las mujeres tienen el derecho de separarse de sus esposos. Venables, sin embargo, vende a María a uno de sus amigos, el Sr. S; María trata de abandonarlo, pero no lo logra. Al principio escapa y logra vivir en varios lugares distintos, la mayoría de las veces junto con otras mujeres que también habían sido traicionadas por sus esposos, pero él siempre la encuentra. Cuando intenta irse de Inglaterra con su hija recién nacida y con la fortuna que su tío, ya fallecido, le había dejado, su marido se apodera del niño e interna a María en el sanatorio. En este punto, el manuscrito se corta.

### Finales fragmentarios
Las notas fragmentarias para el resto de la obra indican dos trayectorias diferentes del argumento y cinco conclusiones separadas. En ambos argumentos principales, George Venables gana un juicio contra Darnford por haber seducido a su esposa; Darnford, luego, abandona a María, huye de Inglaterra y consigue otra amante. Cuando descubre su traición, María pierde el hijo del que estaba embarazada de Darnford (por un aborto inducido o espontáneo). En uno de los finales, María se suicida. En otro final, más completo, Jemima salva a María del suicidio, ya que había encontrado a su primera hija. María acepta vivir por su hija (como había hecho Wollstonecraft en la vida real después de su segundo intento de suicidio). Jemima, María y la hija de María forman una nueva familia.

## Estilo
En sus artículos para el Analytical Review, Wollstonecraft desarrolló un criterio propio de lo que constituye una buena novela:

«Una buena tragedia o novela, si el criterio es el efecto que causa en el lector, no es siempre la obra más moral, ya que la moral no es el ensueño del sentimiento, sino la lucha por la pasión— de esas pasiones humanas, que tan frecuentemente alejan a la razón, y llevan a los mortales a cometer errores peligrosos … que hacen nacer las emociones más vivas, y dejan la impresión más duradera en la memoria; una impresión hecha por el corazón en lugar de la inteligencia: nuestros afectos no son tan voluntarios como los sufragios de la razón.» (énfasis de Wollstonecraft)

Wollstonecraft creía que las novelas tenían que ser «posibles» y debían tener «moderación, razón y satisfacción». Por lo tanto, es sorprendente que Los agravios de la mujer esté inspirada en obras tales como A Sicilian Romance (1790) de Ann Radcliffe y que utilice convenciones góticas tales como la «casa grande de la desesperanza» literal y figurativa en la que María está atrapada. Sin embargo, también demuestra que los horrores góticos son una realidad para la mujer inglesa promedio. Utilizando elementos de lo gótico, Wollstonecraft puede, por ejemplo, retratar al esposo de María como tiránico y a la vida matrimonial como miserable. Así lo explica la misma Wollstonecraft en el prólogo a Los agravios de la mujer: 

En muchas instancias pude haber hecho más dramáticos los incidentes, pero habría sacrificado mi objetivo principal, que es el deseo de exhibir la miseria y la opresión, exclusiva de las mujeres, que son el producto de las leyes parciales y de las costumbres de la sociedad.

Uno de los modelos para la novela de Wollstonecraft fue Caleb Williams (1794) de Godwin, la cual demostró cómo una novela gótica de aventuras podía ofrecer una crítica social.

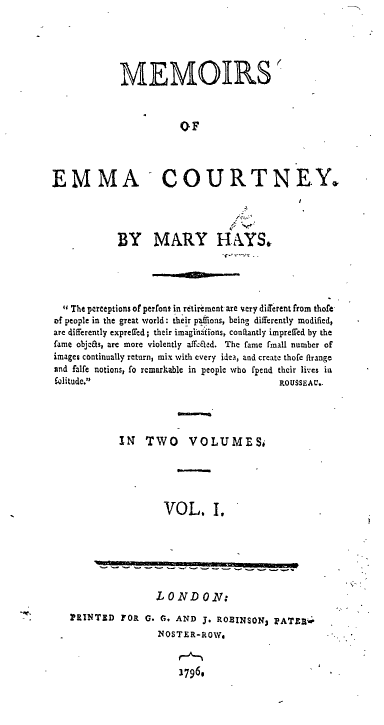
Primera página de la primera edición de Memoirs of Emma Courtney (1796), de Mary Hays.

### Narración
En Los agravios de la mujer se utiliza principalmente la narración en tercera persona, aunque extensas secciones de las historias de María y de Jemima están en primera persona. El narrador les relata los sentimientos de María a los lectores mediante la nueva técnica de discurso libre indirecto, la cual borra la línea entre el narrador en tercera persona y el diálogo de un texto en primera persona. Wollstonecraft yuxtapone los eventos de la novela con los propios recuerdos de María sobre ellos y con sus sentimientos. Las historias en primera persona les permiten a María y a Jemima sentirse iguales: sus historias de sufrimiento, además de que les permiten a los personajes mantener un sentido de sí mismas como individuos diferentes, son una fuerza que las une y las coloca al mismo nivel.

### Novela jacobina
Los agravios de la mujer es lo que en el siglo XVIII se conocía como una novela jacobina, una novela filosófica que defiende los ideales de la Revolución francesa. La novela de Wollstonecraft sostiene junto con otras, como Memoirs of Emma Courtney (1796) de Mary Hays, que las mujeres son las víctimas de agravios de manera constante y sistemática. Wollstonecraft usa los diálogos filosóficos en su novela para demostrar la impotencia de las mujeres. 
Al igual que otras novelas jacobinas, Los agravios de la mujer se basa en una red de personajes con nombres sugestivos para así transportar el mensaje: el nombre de Jemima está inspirado en el de la hija de Job; el nombre de Henry Darnford se parece al de Henry Darnley, el esposo de María I de Escocia; y George Venables comparte el nombre de pila con el del gran mujeriego Jorge, Príncipe de Gales. Wollstonecraft le añadió realidad a su texto filosófico con citas de literatura conocida, como las obras de William Shakespeare, alusiones a eventos históricos importantes y varias referencias a hechos relevantes. Los agravios de la mujer comenta el estado de la mujer en la sociedad con una crítica hacia varios textos con una inclinación feminista, tales como Tom Jones de Henry Fielding; la Sra. Fitzpatrick de Fielding se convierte en la María de Wollstonecraft. Estas estrategias retóricas hacen que los elementos filosóficos de la novela sean más agradables para el público.

## Temáticas
Al final de Vindicación de los derechos de la mujer Wollstonecraft les había prometido a sus lectores una segunda parte para la obra. En lugar de otro tratado filosófico, sin embargo, les ofreció una novela con detalles autobiográficos, titulada apropiadamente Los agravios de la mujer. En el prólogo, escribió que la novela debía ser considerada como la historia de la «mujer» en general y no de «un solo individuo». Wollstonecraft trata de detallar, como ha señalado la historiadora Anne K. Mellor, «los agravios cometidos "hacia" la mujer y los agravios cometidos "por" las mujeres» (énfasis de Mellor). Los agravios cometidos «hacia» las mujeres incluyen los matrimonios sofocantes y reprimidos sexualmente, a los cuales Wollstonecraft describe usando el lenguaje de la esclavitud, mientras que los agravios cometidos «por» las mujeres incluyen un falso sentimiento de autoestima generado mediante el lenguaje de la sensibilidad. A diferencia de la primera novela de Wollstonecraft, Mary: A Fiction (1788), Los agravios de la mujer ofrece soluciones a estos problemas, como una sexualidad femenina autorizada, un rol maternal decente y la posibilidad de un feminismo que cruce las barreras de las clases sociales. 

### Matrimonio y esclavitud
Mediante metáforas ya utilizadas en Vindicación de los derechos de la mujer, Wollstonecraft describe al matrimonio como una prisión y a las mujeres como esclavas dentro de él en Los agravios de la mujer. En el primer capítulo María se lamenta: «¿no es, acaso, el mundo una gran prisión, y las mujeres nacen como esclavas?» y más tarde hace una alusión con tintes políticos a la prisión francesa, la Bastilla: «el matrimonio me ha bastillado de por vida». Además, el cuerpo de María se compra y se vende como el de un esclavo: vale cinco mil libras esterlinas en el mercado abierto del matrimonio y su nuevo esposo trata de venderla para prostituirla. Sobre su condición, María declara: «una mujer que es una propiedad del hombre como lo es su caballo o su burro, no tiene nada que pueda considerar como suyo propio». En Vindicación de los derechos de la mujer, Wollstonecraft había utilizado la metáfora de la esclavitud no solo para describir los horrores del matrimonio como era en la época sino para también ofrecer una yuxtaposición sobre la posibilidad de un nuevo tipo de matrimonio, uno en donde exista igualdad entre dos compañeros racionales que se quieren. En Los agravios de la mujer, nunca se presenta esta opción; en su lugar, se le presenta al lector una serie de matrimonios desastrosos en los que las mujeres son abusadas, robadas y abandonadas.
«La idea fundamental de Wollstonecraft en María [según la erudita Mary Poovey] afecta la forma en que se define o interpreta la sexualidad femenina —y, por extensión, se controla— por las instituciones burguesas. El agente principal de este control es el matrimonio». Wollstonecraft muestra la ideología del matrimonio, mediante el cual las mujeres son mercancías intercambiables, objetos, y se les niegan sus derechos naturales.

### Sensibilidad y sentimentalismo

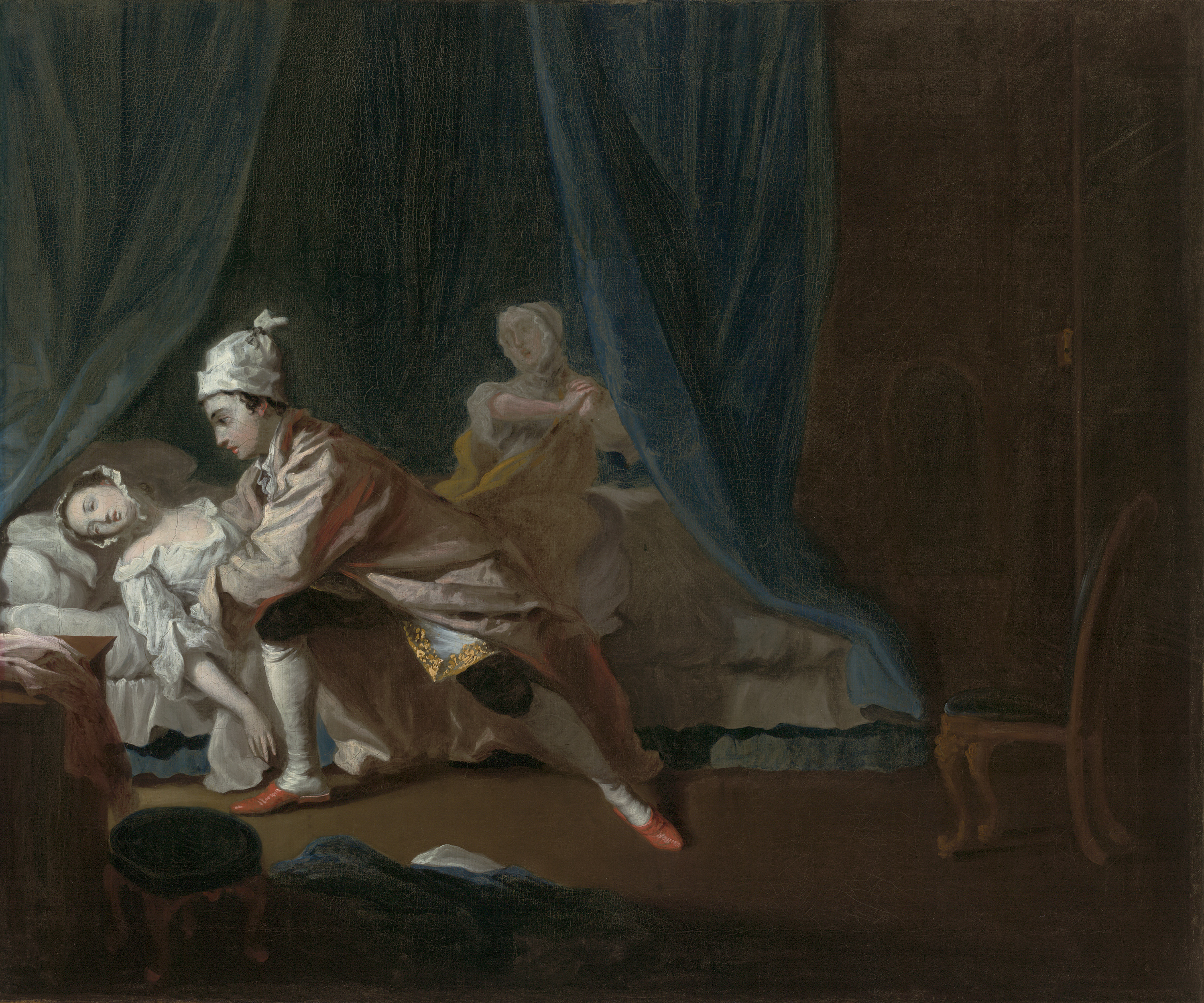
Rendición de Pamela ante el Sr. B., que trata de abusar de ella, por Joseph Highmore; la escena ejemplifica la sensibilidad en el.

La sensibilidad en la segunda mitad del siglo XVIII se consideraba un fenómeno tanto físico como moral. Los médicos y los anatomistas creían que cuanto más sensibles fuesen los nervios de una persona, más les afectaría emocionalmente su entorno. Ya que se creía que las mujeres tenían nervios más intensos que los hombres, también se pensaba que las mujeres eran más emotivas que los hombres. El exceso emocional asociado con la sensibilidad, en teoría, también producía una ética de compasión: los sensibles podían entender fácilmente a la gente que padecía dolor. Por lo tanto, los historiadores han unido el discurso de la sensibilidad y a aquellos que lo promovían con los esfuerzos humanitarios, tales como el movimiento para abolir el comercio de esclavos en el siglo XVIII. Pero también se creía que la sensibilidad debía paralizar a los que tenían demasiada; se debilitarían por el constante sufrimiento experimentado.
Para la época en que Wollstonecraft estaba escribiendo Los agravios de la mujer, la sensibilidad ya había estado bajo un ataque sostenido durante varios años. La sensibilidad, la cual al principio había prometido que uniría a los individuos mediante la empatía, en esa época había pasado a ser vista como «profundamente separatista»; las novelas, las obras de teatro y los poemas que empleaban el lenguaje de la sensibilidad abogaban por los derechos individuales, por la libertad sexual y por las relaciones familiares no convencionales, basadas solo en los sentimientos. Para algunos, la sensibilidad, particularmente durante una época de reacción política, parecía ofrecerles demasiado poder político a las mujeres y debilitar a los hombres británicos que se necesitaban para pelear contra Francia.
Todos los escritos de Wollstonecraft revelan una relación atormentada con el lenguaje de la sensibilidad y Los agravios de la mujer no es una excepción. Como ha observado la historiadora feminista Mitzi Myers, por lo general se describe a Wollstonecraft como una «filósofa iluminada que se dedicó a cultivar la razón como la guía del progreso hacia la autorrealización y de la sociedad», pero sus obras no apoyan inequívocamente ese modelo de identidad. Su énfasis en «el sentimiento, la imaginación y la interioridad» la señala como una romántica, particularmente en Cartas escritas en Suecia, Noruega y Dinamarca (1796). Repetidamente, tanto en sus obras ficticias como en las no ficticias, Wollstonecraft señala que la comprensión apropiada de las emociones de uno mismo lleva a una ventaja trascendente.
Sin embargo, dado que Wollstonecraft es contradictoria e imprecisa en Los agravios de la mujer, no existe un consenso real entre los eruditos sobre qué dice exactamente la novela acerca de la sensibilidad. Wollstonecraft rompe intencionadamente las convenciones de las novelas sentimentales, pero no está claro cuáles son sus objetivos al hacerlo. Por ejemplo, María y Jemima pueden identificarse con las categorías tradicionales de la «razón» (Jemima) y la «sensibilidad» (María), pero dado que estas categorías solían estar representadas por un hombre y una mujer, la caracterización de Wollstonecraft desafía las definiciones convencionales del género.
Algunos críticos interpretan de manera irónica la historia de María, ya que sostienen que la yuxtaposición de la narración sentimental y romántica de María con el relato duro y triste de Jemima fomenta dicha lectura. Mediante esta interpretación, el relato de María se considera una parodia de las novelas sentimentales que tiene como objetivo demostrar los «agravios» que las mujeres atraen sobre sí mismas cuando se exceden en sensibilidad. Aunque si bien Wollstonecraft promueve la sensibilidad en el texto, no es del mismo tipo de la que condena en Vindicación de los derechos de la mujer; la sensibilidad adecuada, según ella, yace en la empatía y, lo que es más importante, es controlada por la razón. Una mujer con este tipo de sensibilidad «no se conmovería ante cada ráfaga de sentimientos momentáneos». Otros críticos ven a Los agravios de la mujer como una «negación» de los argumentos anti-sentimentales que se ofrecen en Vindicación. Tomando como base las pocas apariciones de Jemima en la narración y el uso del lenguaje de la sensibilidad por parte del propio narrador, tienen dificultades para aceptar la afirmación de que la novela desmerece o cuestiona la retórica de la sensibilidad.

#### Deseo femenino
Una de las principales diferencias entre las novelas de Wollstonecraft y sus tratados filosóficos, como ha explicado la crítica feminista Cora Kaplan, es que sus obras de ficción valoran la emoción femenina mientras que los tratados la presentan como «reaccionaria y regresiva, casi contra-revolucionaria». En Vindicación de los derechos de la mujer se señala a la sexualidad como una característica masculina, y mientras que Wollstonecraft sostiene que algunas características masculinas son universales, esta no es una de ellas. En Los agravios de la mujer, sin embargo, acepta, disfruta y utiliza el cuerpo sensualizado de la mujer como un medio de comunicación: María acepta su lujuria por Darnford y establece una relación con él. Mientras que en Vindicación la autora había abogado por las relaciones entre compañeros, sosteniendo que la pasión debería enfriarse entre verdaderos amantes, en Los agravios de la mujer, celebra estas pasiones. Al desafiar a los moralistas contemporáneos tales como John Gregory y Jean Jacques Rousseau, Wollstonecraft afirmó que las mujeres podían tener control total sobre su sexualidad.

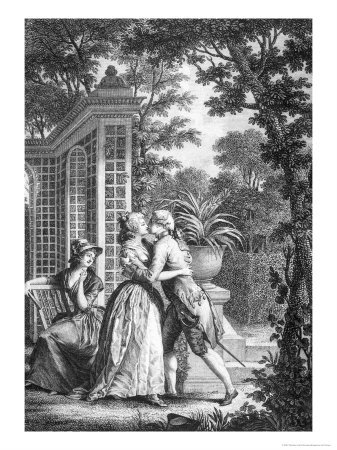
The First Kiss of Love, de Julia, o la nueva Eloísa (1761) de Jean-Jacques Rousseau, ilustrado por Nicolas-André Monsiau.

Al principio, María quiere casarse con Venables por su naturaleza solidaria; cree que él es el héroe romántico del que había leído en las novelas. Sin embargo, más tarde descubre su doble personalidad: 

«[George] siguió sacándome a bailar, tomando mi mano y teniendo profundas expresiones de pasión, a las cuales le di un significado sugerido, naturalmente, por el giro romántico de mis pensamientos. … Cuando nos abandonó, el color de mi imagen se volvió más vívido—¿A dónde me llevaría mi imaginación? En síntesis, me obnubilé con el amor—me enamoré de la imparcialidad, la fortaleza, la generosidad, la dignidad y la humanidad, con las cuales había investido al héroe que había armado.»

Una de las cuestiones importantes que se plantean en la novela es si María se engaña a sí misma en su relación con Darnford. María escribe una autobiografía para su hija, en la cual admite que se había dejado engañar por Venables, pero los críticos no están de acuerdo sobre el punto de si también se había dejado engañar por Darnford. Algunos sugieren que María repite su error e imagina a Darnford como un héroe, citando como evidencias su negativa a abandonar el sanatorio, cuando es libre para hacerlo, porque quiere permanecer junto a él, y su enamoramiento con la novela de Rousseau Julia, o la nueva Eloísa. Imagina a Darnford como su «héroe»: St. Preux, el amante ocasional, pero jamás marido, de Julia. La lectura de María y los argumentos que crea con su imaginación como resultado de esa lectura son la causa de su caída en esta interpretación: incapaz o poco dispuesta a separar la ficción de la realidad, incorpora a Darnford a sus fantasías románticas. Otros críticos, mientras están de acuerdo con que María se deja llevar por Darnford, sostienen que el problema no radica en su sexualidad y su erotismo, sino en su elección de compañero. Creen que Wollstonecraft no retrata a la sexualidad femenina como perjudicial en sí misma, como lo había hecho en Mary y en Vindicación, sino que critica las direcciones que toma a veces.

### Clases sociales y feminismo
La estructura de Los agravios de la mujer, con sus historias entretejidas de las penurias sufridas por María, una mujer abusada de primera clase, con las de Peggy, la esposa de un marinero de clase media, la de la propietaria de una tienda de zapatos de clase trabajadora, la de la dueña de la pensión y la de Jemima, la sirvienta doméstica de clase baja, es una representación sin precedentes de los problemas compartidos de las mujeres en una sociedad patriarcal. Wollstonecraft escribió en una carta, publicada como parte del prólogo de Los agravios de la mujer, que tenía como objetivo «mostrar los agravios sufridos por mujeres de distintas clases, igualmente oprimidas, aunque, dada la diferencia en su educación, necesariamente variados». Su novela es novedosamente inclusiva y es una de las primeras obras en la historia de la literatura feminista que incluye un argumento con mujeres de diferentes posiciones económicas que tienen los mismos intereses porque comparten la condición de mujer. En su relato, Jemima pregunta «¿Quién ha arriesgado algo por mí? ¿Quién me ha considerado una compañera?» Jemima no se siente acompañada hasta que María le toma la mano, comprensiva; además, es la historia de Jemima la que estimula por primera vez que «los propios pensamientos de María tengan un rango más amplio» y que «piense sobre el peculiar destino de Jemima y el de ella misma para considerar el estado oprimido de las mujeres, y para lamentar haber dado a luz a una niña».
Jemima es la más desdichada de todas las mujeres de clase baja de la novela; mediante ella, Wollstonecraft se niega a aceptar la sumisión asociada tradicionalmente con la femineidad y expresa una furia frustrada que en María sería vista como fuera de lugar. La historia de Jemima también desafía los prejuicios acerca de las prostitutas. Wollstonecraft vuelve a escribir la narración tradicional de la prostituta redimida (como en Some Considerations on Streetwalkers (1726), de Daniel Defoe). La novela presenta a las prostitutas como «pertenecientes a una clase explotada», al igual que las mujeres que dependen de los hombres, y demuestra que son un producto de su entorno. Al hacer que Jemima y María sean prostitutas, Wollstonecraft rechaza dos estereotipos contemporáneos de la prostituta: la imagen de la mujer que siente placer con sus actos y está enamorada de su jefe y la imagen de la víctima que desea que le tengan piedad. Por lo tanto, en lugar de limitarse a rechazar o sonsacar la compasión del lector, Jemima y María presumiblemente avanzan hacia un lazo más fuerte y más duradero con las lectoras que comparten sus penurias.
Sin embargo, el relato de Jemima retiene algunos elementos del carácter distintivo burgués de Wollstonecraft; Jemima y las otras mujeres de clase trabajadora solo se presentan como iguales a María en lo que respecta al sufrimiento; «entonces, las mujeres están unidas cruzando las barreras de sus clases, pero menos por solidaridad que por desesperanza». Como comenta la experta en Wollstonecraft Barbara Taylor, «la relación de María con Jemima muestra algo de las fisuras y los prejuicios de las clases que han marcado a las políticas feministas organizadas desde sus principios». Jemima aprende a apreciar las cosas más puras de la vida cuando es una amante fija y María más tarde promete cuidarla. Pese a esto, en uno de los finales alternativos, es Jemima quien rescata a María y encuentra a su hija.

### Maternidad e identidad femenina

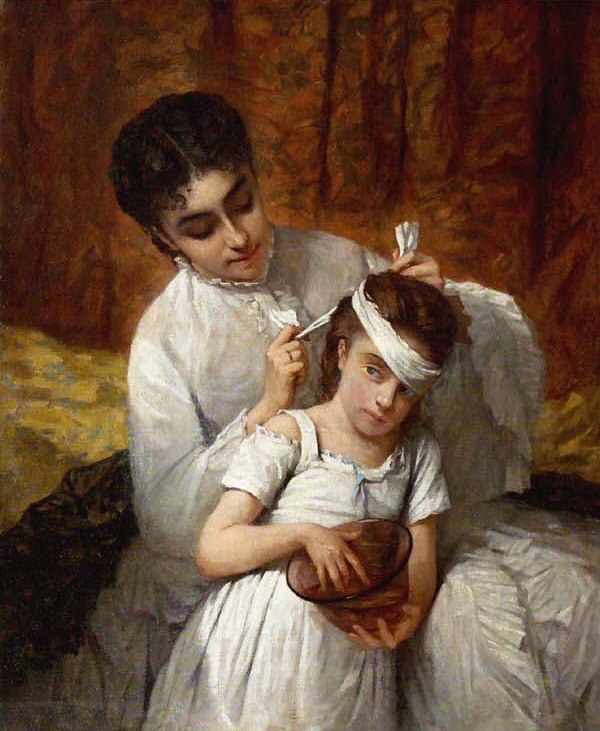
Madre e hija por Henriette Brown (1829); Wollstonecraft veía a la maternidad como un papel liberador para la mujer.

Mientras que algunos historiadores enfatizaron las críticas de Los agravios de la mujer hacia la institución del matrimonio y las leyes que restringían la libertad de las mujeres en el siglo XVIII, otros se centraron en la descripción de la obra de «la experiencia de "ser" mujer, con la violencia emotiva y la debilidad intelectual que la acompaña» (énfasis en el original). Wollstonecraft «abre terrenos nuevos» con su idea de una mente femenina que se eduque a sí misma y que cree un sentido de sí específicamente femenino. El rol de María como madre le permite instruirse a sí misma, y por lo tanto crea su propio sentido de sí; al advertirle a su hija mediante el manuscrito que está escribiendo, María aprende cosas sobre sí misma y se da cuenta de los errores que había cometido en el pasado. Su habilidad de formar su propia identidad contrasta con la protagonista de la primera novela de Wollstonecraft, Mary: A Fiction, quien transfiere su ansia de maternidad de personaje en personaje.
Mientras que los matrimonios patriarcales son, según Wollstonecraft, uno de los agravios más grandes cometidos hacia la mujer, la escritora sostiene que es aún más injusta la falta de independencia de las mujeres. Ya que no pueden conseguir trabajos respetables y bien pagados, dependen de los hombres. Las mujeres como Jemima se ven obligadas a trabajar en labores exigentes físicamente, como robar, mendigar o prostituirse para sobrevivir; se degradan por estos trabajos y forman una opinión negativa de sí mismas por tener que llevarlos a cabo.
Dado que las relaciones entre hombres y mujeres son inherentemente desiguales en su sociedad, Wollstonecraft propone formular un nuevo tipo de amistad en Los agravios de la mujer: la relación entre madre e hija y entre hermanas. La patética historia de María sobre el secuestro de su hija es la primera que le interesa a Jemima. Los fragmentos de la novela también sugieren que ésta no concluye con un matrimonio, sino con la creación de un nuevo tipo de familia, constituida por dos madres para la hija de María. Con el rescate de la protagonista por parte de Jemima, Wollstonecraft parece rechazar el argumento romántico tradicional e inventa uno nuevo, necesitado por la sociedad para garantizarles a las mujeres sus derechos naturales.
Mientras que los críticos más recientes han enfatizado los aspectos revolucionarios de la amistad que supera las barreras de las clases entre Jemima y María, otros han cuestionado el alcance de este radicalismo, ya que sostienen que la historia de Jemima ocupa una parte pequeña de la novela y se ve cortada abruptamente. Mary Poovey también mantiene que Wollstonecraft no logró extender su crítica al matrimonio y la sociedad del nivel individual al general.

### Elementos autobiográficos
Al igual que la primera novela de Wollstonecraft, Mary: A Fiction, Los agravios de la mujer es ampliamente autobiográfica; las dos novelas incluso repiten varios de los mismos detalles biográficos. Después de haber sido abandonada por su amante y el padre de su hija, Gilbert Imlay (el modelo para Darnford), Wollstonecraft había tratado de suicidarse. Su desesperanza ante estos eventos está escrita en el libro, sumada a muchas otras experiencias de mediados de la década de 1790. Lo que es más, la historia familiar de María Venables presenta similitudes claras con la de Wollstonecraft. Al igual que María, Wollstonecraft había tenido una madre que favorecía a un hermano mayor y también ella había cuidado devotamente a su madre durante sus últimos días, solo para ser rechazada en los momentos finales de su vida. Wollstonecraft también había cuidado a su hermana como lo hace María, aunque no había recibido la ayuda de un tío rico. Tal vez más llamativamente, la hermana de Wollstonecraft, Eliza, había abandonado a su marido, tras la insistencia de Wollstonecraft, de una manera muy similar a la usa María para dejar al suyo. Como explica Kelly, los detalles autobiográficos son muy comunes en las novelas jacobinas. Se esperaba que las novelas filosóficas fuesen autobiográficas; el público creía que los novelistas filosóficos debían basarse en sus experiencias propias para ilustrar sus principios abstractos.

## Recepción y legado

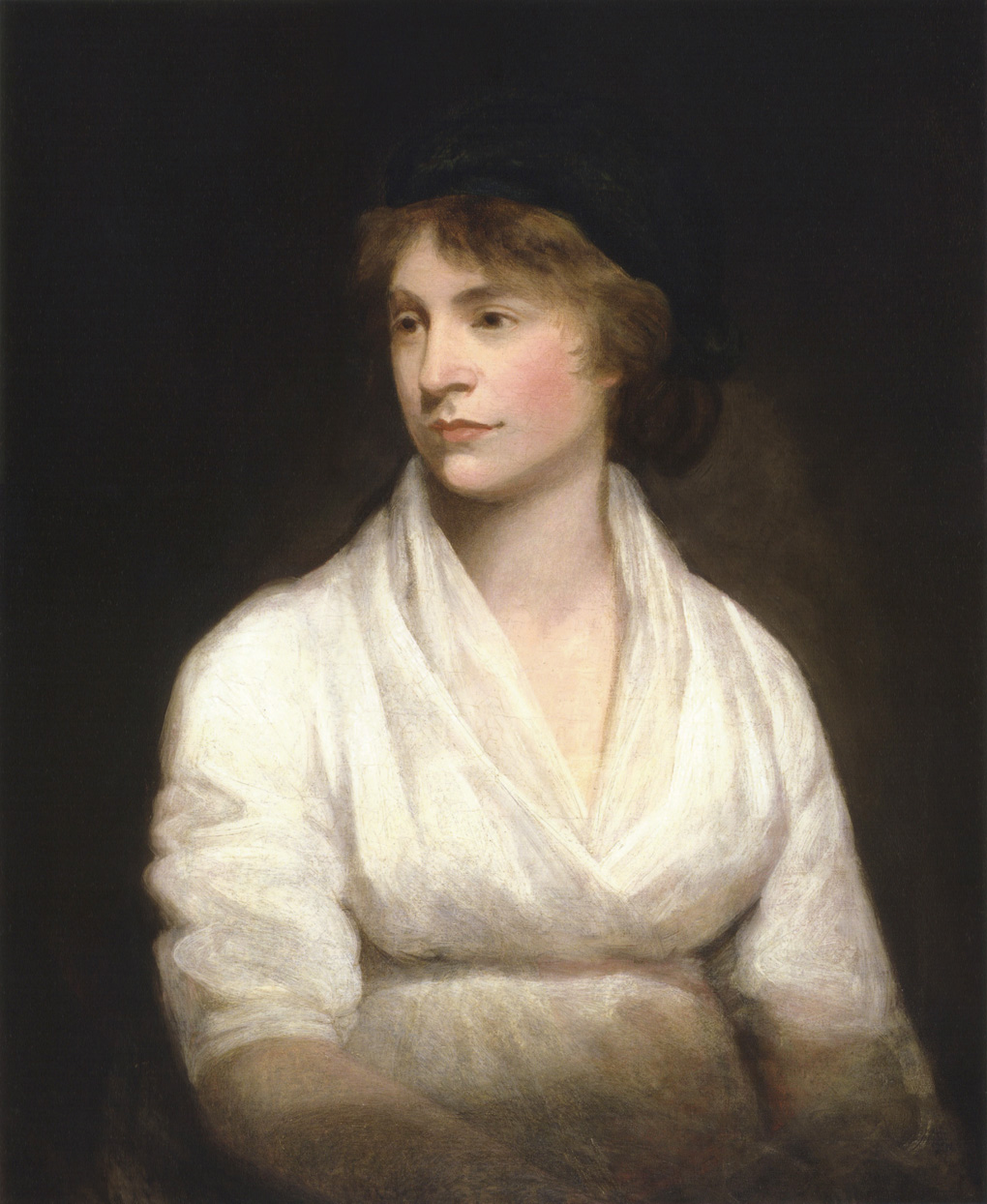
Mary Wollstonecraft por John Opie (c. 1797).

Posthumous Works, la recopilación en la que Los agravios de la mujer ocupó la mayor parte, tuvo una «audiencia razonablemente amplia» cuando se publicó en 1798, pero «la mayoría de los críticos la recibieron negativamente». Esto se debió en gran parte al lanzamiento simultáneo de Memoirs of the Author of A Vindication of the Rights of Woman, de Godwin, en el cual se reveló la historia sobre el hijo ilegítimo de Wollstonecraft y sobre sus amoríos. La mayoría de los críticos y los lectores transfirieron la vida poco convencional y menos ortodoxa que había vivido Wollstonecraft a María y consideraron que muchas de las palabras del personaje eran de Wollstonecraft, por lo que se dieron cuenta de que Wollstonecraft temía que sus libros fuesen interpretados como un simple espejo de su vida. La moralista del siglo XVIII Hannah More, por ejemplo, describió a Los agravios de la mujer como una «vindicación del adulterio».
Muchos críticos e incluso lectores comunes no entendieron el punto fundamental de Wollstonecraft, que los «agravios» sufridos por María son políticos y no personales. Le escribió a un amigo que la había criticado:

Estoy indignada y sorprendida de que no pienses que la situación de María es suficientemente importante, y sólo puedo entender esta... ¿debo decirlo? fragilidad de sentimiento, tomando en cuenta el hecho de que eres un hombre. Por mi parte no puedo imaginar una situación más penosa para una mujer sensible con una mente que se mejora que estar atada a un hombre como el que he descrito, de por vida – se ve obligada a renunciar a todos los afectos humanos, a evitar cultivar su gusto a fin de no desarrollar una percepción de gracia y al refinamiento del sentimiento que afile la agonía de los tormentos de su decepción.

Incluso Godwin, su esposo, declaró: «No quiero una historia acerca de un esposo violento e insensible». Tanto el Anti-Jacobin Review como el Monthly Review criticaron duramente a la novela; atacaron tanto a la autora y a su libro como a Justicia política y Memoirs, de Godwin:

«Las restricciones sobre al adulterio constituyen, en la opinión de María, en un gran agravio cometido hacia la mujer. Esta es la tendencia moral de esta obra, estas son las lecciones que deben aprenderse de los escritos de la Sra. Wollstonecraft; estas son las ventajas que el público debe disfrutar de este libro lanzado al mundo por Godwin, celebrado por él, y perfectamente consonante a los principios de «su» justicia política.—Pero como ha habido escritores, que en teoría han promulgado sus subversivas opiniones sobre la moralidad, aunque su conducta no haya sido inmoral, Godwin ha trabajado para informarle al mundo que la teoría de la Sra. Wollstonecraft se vio reducida a la práctica; lo que vivió y sintió, luego lo escribió y lo enseñó.» [Nota en el original: Podemos señalar algunos de los «alumnos» de esta dama, que han seguido las instrucciones que les dio ella, han imitado sus conductas y han reducido sus principios a la práctica.] (énfasis en el original)

Con el encabezado «Prostitución» en el índice de la revista, los editores listaron solo una entrada: Mary Wollstonecraft. En parte debido a estas reacciones, la sexualidad femenina no sería celebrada tan abiertamente en Gran Bretaña hasta por lo menos un siglo más tarde.
Mientras que los argumentos de Wollstonecraft en Los agravios de la mujer pueden parecer normales para el feminismo moderno, fueron «increíblemente audaces» al final del siglo XVIII: «La última novela de Wollstonecraft resalta lo que en Vindicación de los derechos de la mujer apenas se había insinuado: que los títulos de las mujeres— como ciudadanas, madres y seres sexuales— son incompatibles con un sistema de matrimonio patriarcal». Sin embargo, mientras que Los agravios de la mujer se considera, en la actualidad, como el progenitor de varios textos feministas y la inspiración para varios argumentos feministas y estilos retóricos (como por ejemplo, la confesión personal), Wollstonecraft no era parte de un movimiento feminista ni se mostró expresamente a favor de alguno. Aunque si bien Los agravios de la mujer presenta a «la mujer» como «atacada», ni Wollstonecraft ni ninguna otra británica que haya mostrado las desigualdades sufridas por las mujeres en la época (tales como Mary Hays y Mary Robinson) intentaron formular una solución colectiva. Como parte de la Ilustración, se dedicaban a proponer soluciones individuales.

## Reimpresiones modernas
- Wollstonecraft, Mary. María o Los agravios de la mujer. Ed. Littera Books (Barcelona), 2002. ISBN 84-95845-08-3. Traducción de Anna Renau.[1]
- Wollstonecraft, Mary. The Complete Works of Mary Wollstonecraft. Ed. Janet Todd y Marilyn Butler. 7 vols. Londres: William Pickering, 1989. ISBN 0-8147-9225-1.
- Wollstonecraft, Mary. Mary and The Wrongs of Woman. Ed. Gary Kelly. Oxford: Oxford University Press. ISBN 0-19-283536-X.
- Wollstonecraft, Mary. The Wrongs of Woman, or Maria. Ed. Moira Ferguson. Nueva York: Norton, 1975. ISBN 0-393-08713-1.